# Cola lateritia
Espèce
Classification phylogénétique
Cola lateritia  est un arbre de la famille des Malvaceae. Il est présent de la Guinée en Afrique de l’Ouest jusqu’au Sud-Est de la République Démocratique du Congo. Il a aussi été introduit dans d’autres pays comme au Cap Vert, où il s’est naturalisé. Aussi connu sous le nom de (petit) Ouara en français, d’Amoreira en portugais ou encore d’Efok ahié au Cameroun, il est utilisé localement en menuiserie, en médecine et dans l’alimentation.

## Description
Cola lateritia est un arbre caducifolié pouvant atteindre 50 m de haut, que l’on trouve principalement dans les forêts pluviales, les forêts-galeries et les forêts secondaires, jusqu’à 1 000 m d’altitude. Son tronc mesurant jusqu’à 80 cm de diamètre est rectiligne et généralement pourvu de contreforts. L’écorce externe, lisse et parfois légèrement craquelée est de couleur grise à brune tandis que l’écore interne est fibreuse et rosée. Les feuilles sont simples, alternes, entières ou lobées et leur limbe a une forme ovale (en moyenne 35 cm x 30 cm) avec l’apex aigu et des poils sur les deux faces. Les fleurs, regroupées en panicules de 15 cm de long insérés à l’aisselle des feuilles supérieures ou sur des rameaux défoliés, peuvent être unisexuées ou bisexuées. Elles sont odorantes et de couleur jaune, rose ou rouge avec un calice lobé en cloche (7-15 mm de long). Enfin, les fruits rouges ou roses sont généralement composés de 4 follicules indéhiscents mesurant jusqu’à 6,5 cm de long, avec un bec court et mince. Ils sont ridés et glabres et peuvent renfermer 4 à 8 graines. On distingue deux variétés de Cola lateritia qui diffèrent notamment par la taille de leur pédoncule : var lateritia (pédoncule 5-15 mm) réparti du Sud du Nigéria au Gabon et var. maclaudii (pédoncule < 3 mm) présent de la Guinée au Sud-ouest du Nigeria.

## Usages
Le bois de Cola lateritia est de qualité médiocre : il est dur, résistant et flexible, mais est difficile à travailler, ne donne pas un fini lisse, se fend facilement et n’est pas durable. Par conséquent, il s’agit d’une source utile de bois pour l’usage local, mais il ne constitue pas une source intéressante de bois d’œuvre. Il est donc utilisé en menuiserie et pour la fabrication de tonneaux et d’outils de pêche et de chasse (arcs, etc.). Les contreforts, quant à eux, servent à créer des seaux et des baquets et les fibres sont utilisées pour les cordages.
Diverses parties de la plante de Cola lateritia (écorce interne, feuilles, etc.) peuvent être préparées sous forme de pommades ou de décoctions, pour leurs vertus thérapeutiques. Par exemple, elles sont utilisées pour traiter la tuberculose, les éruptions cutanées ou la toux. On les administre aussi pour lutter contre les affections pulmonaires, pour apaiser les douleurs intercostales ou menstruelles, ou comme anti-abortif pendant la grossesse. En Côte d’Ivoire, les décoctions d’écorce servent de douche vaginale contre la stérilité.
La pulpe de Cola lateritia est comestible et est consommée localement. La graine, quant à elle, est mâchée de la même façon que les noix de Cola acuminata et Cola nitida. En Côte d'Ivoire, les bourgeons et les jeunes feuilles sont mangés en tant que légumes et sont particulièrement appréciés au moment des fêtes et des cérémonies d’initiation.